# Burravoe
Burravoe település a skóciai Shetland-szigetek Yell nevű szigetén. A sziget délkeleti részén, a Burra Voe nevű öböl partján fekszik.
Legjelentősebb épülete az Old Haa Museum, amely 1672-ben épült. 1942. január 19-én egy Catalina típusú repülőgép zuhant le a falu feletti domboldalban. Tíz utasából heten meghaltak. Az egyik propeller ma is látható az Old Haa Museum mellett.

## Fordítás
- Ez a szócikk részben vagy egészben a Burravoe című angol Wikipédia-szócikk ezen változatának fordításán alapul.  Az eredeti cikk szerkesztőit annak laptörténete sorolja fel. Ez a jelzés csupán a megfogalmazás eredetét és a szerzői jogokat jelzi, nem szolgál a cikkben szereplő információk forrásmegjelöléseként.